# Friedrich Wilhelm Remmler
Friedrich Wilhelm Remmler, 1888-1972, filosofie doktor, zoolog, falkenerare samt filmproducent, innehade en zoologisk station i Kajana i Finland varifrån han levererade vilda djur till zoologiska trädgårdar över hela världen.
I sin egenskap av falkenerare använde han sig av kungsörnar för vargjakt. (Se boken The last Wolf Hawker av Martin Hollinshead, The Fernhill Press). 
F.W. Remmler producerade ett flertal kortfilmer för barn i vilka djur spelade huvudrollen. Han skrev även novellen Bastard vilken var förlaga till spelfilmen Vildmarkens sång från 1940. Samtliga djurscener spelades in i Kajana i Finland.